# Nathan Petrelli
Nathan Petrelli är en rollfigur i tv-serien Heroes, spelad av Adrian Pasdar. Han är politiker och driver en valkampanj för att bli kongressledamot. Han är bror till Peter Petrelli och gift med Heidi Petrelli. Han och Heidi har två barn tillsammans, Simon och Monty. Nathan och Peter är barn till Angela Petrelli.

## Säsong 1
Nathan har den övermänskliga förmågan att kunna flyga, vilket han inte använder sig så ofta av. De gånger han flyger är bara vid tillfällen då han verkligen måste. För att rädda en kvinna ur ett brinnande hus, rädda sin bror från ett fall från en hög byggnad och från att bli kidnappad. Dock passar han på att flyga lite för njutnings skull efter att ha flytt från kidnappningsförsöket. Han uttrycker vid ett tillfälle att han aldrig känt sig så levande som när han flög. 
Någon gång 1988 eller 1989 hade han ett förhållande med Meredith Gordon och ur detta förhållande kom deras gemensamma dotter. Efter en brand levde Nathan i tron att Meredith och dottern avlidit, men så var det inte. Tvärtom så överlevde de, och dottern omhändertogs av en organisation som placerade henne hos Noah och Sandra Bennet. De uppfostrar dottern som sin egen och hon får namnet Claire Bennet. 
Nathan får omfattande kampanjmedel av Linderman, något som inte alltid ses med blida ögon av allmänheten då denne anses tillhöra maffian. Dessa kampanjmedel, tillsammans med annan hjälp, är dock nödvändiga för att Nathan ska vinna valet och bli kongressledamot. Planen som Linderman och övriga i organisationen hade, var att Nathan, i vakuumet efter bomben som dödade en stor del av New Yorks befolkning, skulle få möjlighet att avancera till att ta över presidentposten i USA. 

### Säsongsavslutning
Till sist så inser Nathan att han inte kan låta en så stor del av New Yorks befolkning dö, och han använder sin förmåga till att flyga bort Peter, som då inte blir orsak till massdöd och –förstörelse. Man lämnas ovetande om huruvida Nathan dör eller inte. 

## Säsong 2
Det visar sig att både Nathan och Peter Petrelli överlevde Peters explosion. Båda fick allvarliga skador men tack vare att Peter "kopierat" Claire Bennets förmåga helar han sig. Han flyger sedan med Nathan till ett sjukhus för läkarvård.

### Säsongsavslutning
I slutet av säsongen vill Nathan avslöja de övernaturliga krafter vissa har för hela världen. Men precis när han ska göra detta på en presskonferens blir han skjuten. Man får inte heller här veta om han överlever.